# Massaker von Wola

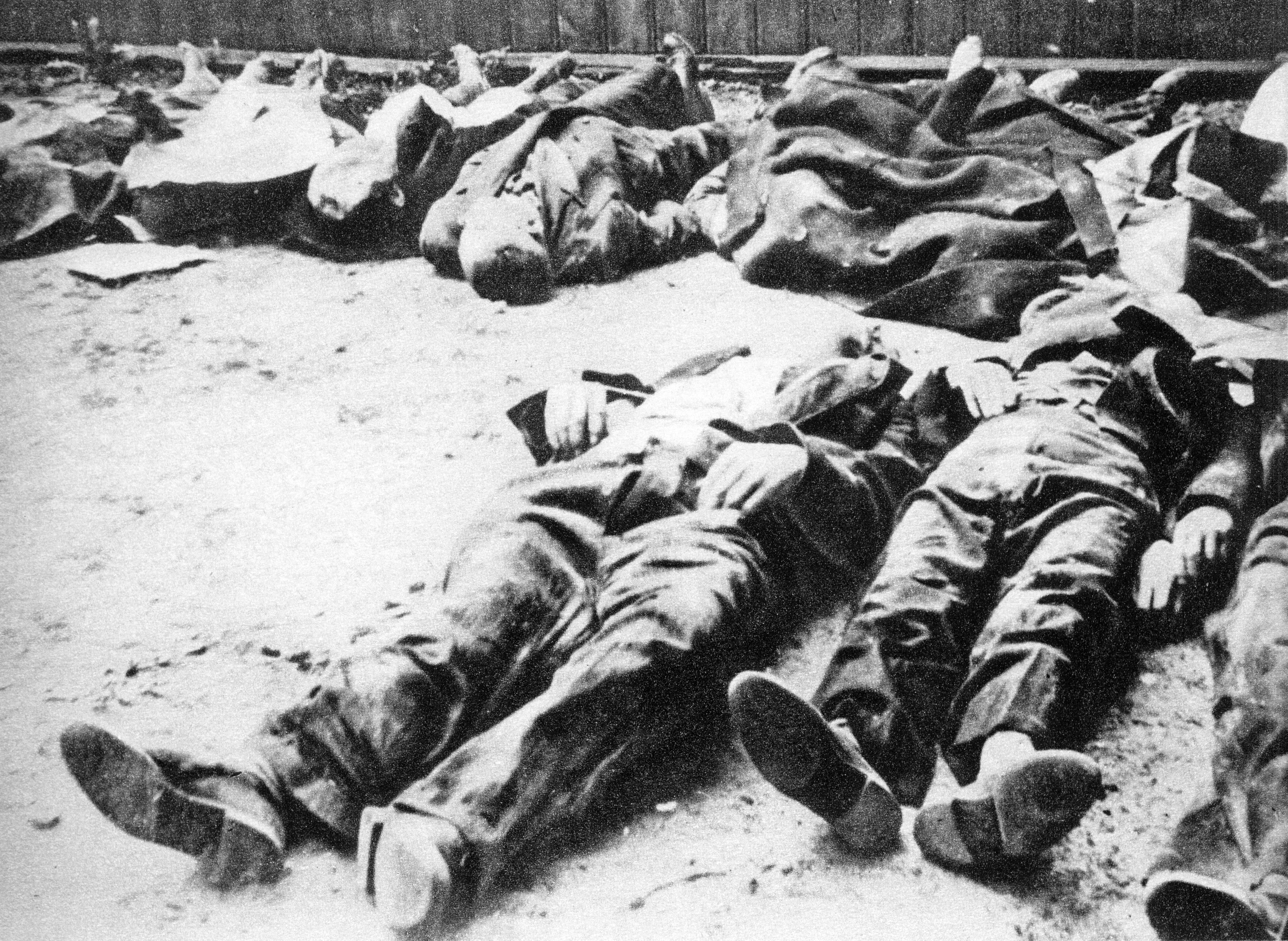
Von SS-Truppen im August 1944 ermordete Zivilisten im Warschauer Stadtteil Wola.

Als Massaker von Wola (polnisch Rzeź Woli) wird der von der deutschen Besatzungsmacht begangene Massenmord an polnischen Zivilisten des Warschauer Stadtteiles Wola während des Zweiten Weltkrieges bezeichnet.
Kurz nach Ausbruch des Warschauer Aufstandes im August 1944 wurde auf Befehl Heinrich Himmlers die im Wesentlichen aus SS-Einheiten und Abteilungen der Ordnungspolizei bestehende „Kampfgruppe Reinefarth“ zum Sturm auf das von der Polnischen Heimatarmee besetzte Wola befohlen. Im Verlauf der Kämpfe kam es – vor allem zwischen dem 5. und 7. August – neben brutalen Übergriffen vielfach zu Massenexekutionen an der Bevölkerung. Die Zahl der in diesen drei Tagen ermordeten polnischen Zivilisten wird auf etwa 30.000 geschätzt. Bis zum 12. August 1944 verloren nach Schätzungen sogar bis zu 50.000 Einwohner Wolas ihr Leben. Die von Adolf Hitler bestimmte Aktion sollte den Kampfwillen der polnischen Truppen brechen, ihnen den Rückhalt durch die Bevölkerung entziehen und so den deutschen Einheiten erwartete Verluste im Häuserkampf ersparen. Dieses Ziel wurde nicht erreicht. Das Wola-Massaker war, gemessen an den Opferzahlen, das größte Kriegsverbrechen auf europäischem Boden im Zweiten Weltkrieg.

## Warschauer Aufstand

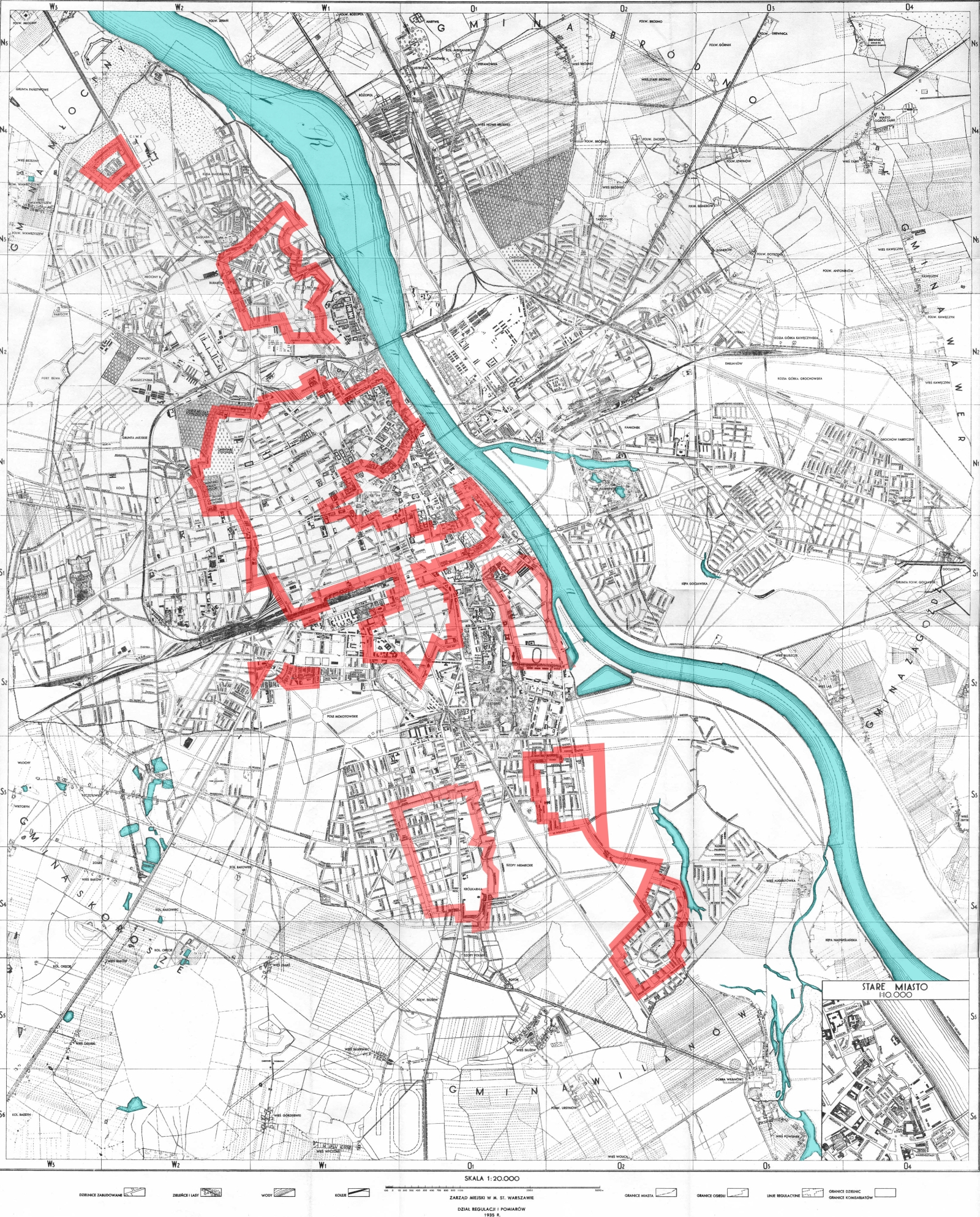
Von der Heimatarmee eroberte Gebiete in Warschau am 4. August 1944. Der besetzte Teil des Stadtdistrikts Wola befindet sich im westlichen Stück des mittleren Bereiches.

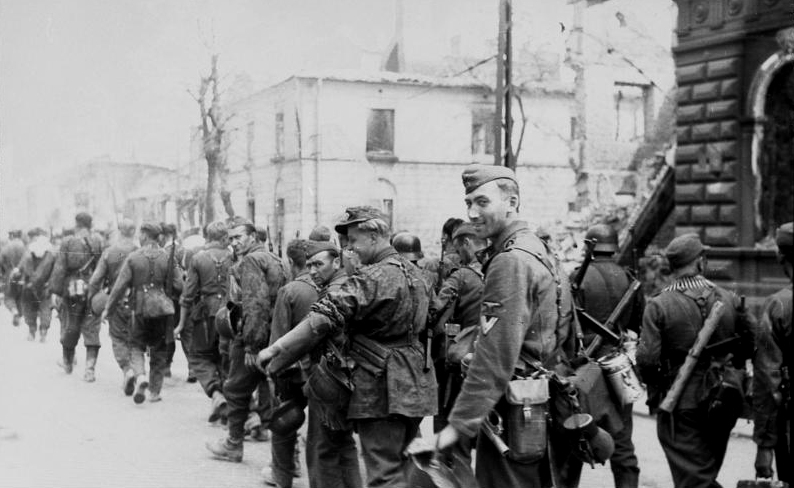
Einmarsch von Soldaten der Waffen-SS, vermutlich auf der Ulica Chłodna; vermutlich nahe der Mirów-Hallen und deshalb bereits nach dem 8. August 1944.

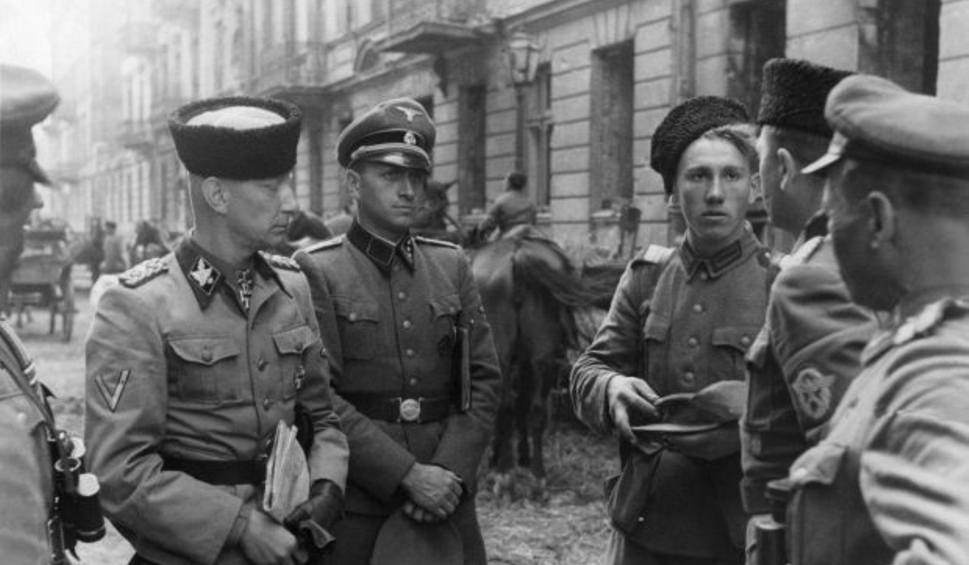
SS-Gruppenführer Heinz Reinefarth, der „Schlächter von Wola“, mit Kosaken-Hilfstruppen

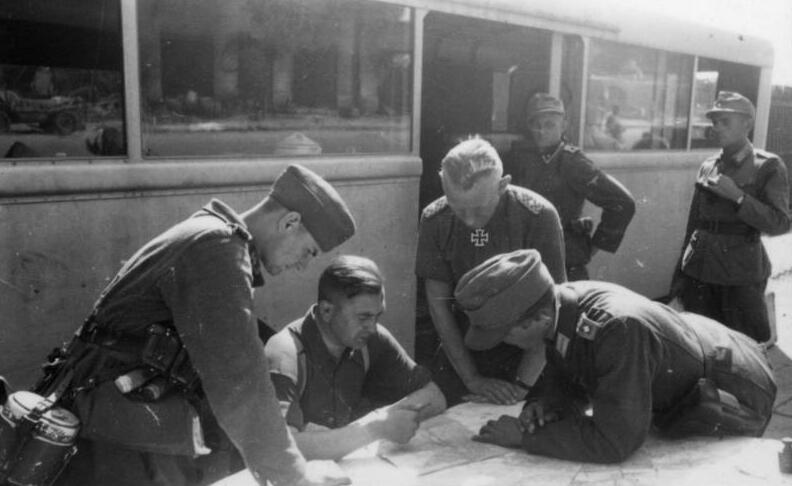
Ein Informant zeigt Reinefarth und seinem Stab Stellungen der Heimatarmee in Wola.

Am 1. August 1944 brach der Warschauer Aufstand im besetzten Warschau aus. Hitler beauftragte entgegen dem Vorschlag des Generalstabschefs Heinz Guderian nicht die Wehrmacht, sondern die SS mit der Niederschlagung dieses Aufstandes, der ihm und Himmler zunächst als ein günstiger Vorwand erschien, um die Stadt Warschau zu zerstören sowie ein abschreckendes Beispiel gegenüber anderen besetzten Gebieten zu schaffen.

## Beteiligte deutsche Einheiten und Führungspersonal
Am 3. August ernannte der Reichsführer SS Himmler in Posen zunächst den Höheren SS- und Polizeiführer des Reichsgaus Wartheland, Heinz Reinefarth, zum Verantwortlichen für die Niederschlagung. Dessen Stabschef war Oberst Kurt Fischer. SS-Hauptsturmführer und Kriminalrat Alfred Spilker gehörte ebenfalls zu Reinefarths Untergebenen; er sollte als Leiter des Einsatzkommandos der Sicherheitspolizei und des Sicherheitsdienstes (dazu gehörten das Einsatzkommando der Sicherheitspolizei 7a bei der 9. Armee sowie die der Sicherheitspolizei unterstellte Wache des Pawiak-Gefängnisses) einer der Hauptverantwortlichen des Massakers in Wola werden. Am 3. August meldete der später als „Henker von Warschau“ bezeichnete Reinefarth sich abends auf dem Gefechtsstand der bei Warschau stationierten 9. Armee, der er zunächst unterstellt war. Während des nächsten Tages machte er sich mit der Lage in Warschau vertraut. Am 5. August 1944 meldete er den ersten Tageseinsatz seiner Gruppe noch an den Oberbefehlshaber der 9. Armee, General der Panzertruppe Nikolaus von Vormann.
Am 5. August 1944 erhielt SS-Obergruppenführer Erich von dem Bach-Zelewski von Hitler den Auftrag zur Niederschlagung des Aufstandes. Er war Himmler direkt unterstellt und ihm wurde der Oberbefehl über alle deutschen Truppen in Warschau (Korpsgruppe „Von dem Bach“) erteilt. Sein Ia wurde der spätere SS-Hauptsturmführer Kurt Krull. Das Korps bestand zunächst aus der „Kampfgruppe Reinefarth“ und der am 2. August 1944 gebildeten von Generalmajor Günther Rohr geführten „Kampfgruppe Rohr“ (daneben verfügte von dem Bach-Zelewski über zahlreiche, kleinere Wehrmachteinheiten – meist in Abteilungs- bzw. Batteriestärke. Dazu gehörten Artillerie-, Infanterie-, Sturmpionier- und Panzergrenadier-Truppen). Zur Unterstützung stand ein Feldersatz-Bataillon der Fallschirm-Panzer-Division „Hermann Göring“ bereit. Ab September 1944 wurde von dem Bach-Zelewski dann auch noch die 19. Panzer-Division unter Generalleutnant Hans Källner zugeordnet.
In Wola wurde vor allem die „Kampfgruppe Reinefarth“ unter ihrem Kommandeur Reinefarth eingesetzt. Sie umfasste zum Teil kampferprobte und bereits in der Vergangenheit durch ihr brutales Vorgehen aufgefallene Einheiten der SS und bestand aus etwa 6000 Mann. Kern der Gruppe war die berüchtigte SS-Sondereinheit „Dirlewanger“ des SS-Standartenführers Oskar Dirlewanger, die aus zwei Bataillonen bestand und aus Lyck angefordert worden war. Zunächst verfügte der über den Vorort Sochaczew herangeführte Dirlewanger nur über 16 Offiziere und 865 Mannschaften. Am 4. August 1944 wurde seine Einheit mit rund 1900 Insassen der SS-Strafvollzugsanstalt Danzig-Matzkau aufgefüllt und ihre Bezeichnung in „Sturmbrigade“ geändert. In den folgenden Tagen erhielt Dirlewanger weitere 600 Männer. Dirlewanger wurde noch ein drittes Bataillon – das II. Aserbaidschanische Bataillon „Bergmann“ – zugeordnet.
Der zweite Truppenteil der Reinefarth-Gruppe waren Einheiten der Ordnungspolizei, die aus Posen abgezogen worden waren. Diese, auch als „Posener Gruppe“ bekannte Truppe hatte ursprünglich aus 16 Gendarmerie-Kompanien aus Posen, Gnesen, Rawitsch, Pabianitz und anderen Städten bestanden. Aufgrund von Verlusten hatte sie auf zwei Polizei-Regimenter mit zusammen 12 Kompanien reduziert werden müssen. Zu der Posener Truppe gehörte auch eine Kompanie der SS-Junkerschule Braunschweig aus Posen-Treskau. Die insgesamt knapp 3000 Mann starken Einheiten waren nur unzureichend mit schweren Waffen ausgerüstet.
Schließlich war der Gruppe auch das Sicherungsregiment 608 der 203. Sicherungs-Division mit seinen drei Bataillonen – bestehend aus 20 Offizieren sowie rund 600 Mannschaften und Unteroffizieren – unter Oberst Willi Schmidt zugeordnet. Die Soldaten dieser Einheit waren wegen ihres Alters vom Frontdienst zurückgestellt worden und für den folgenden Häuserkampf ebenfalls nur bedingt geeignet.

## Verlauf

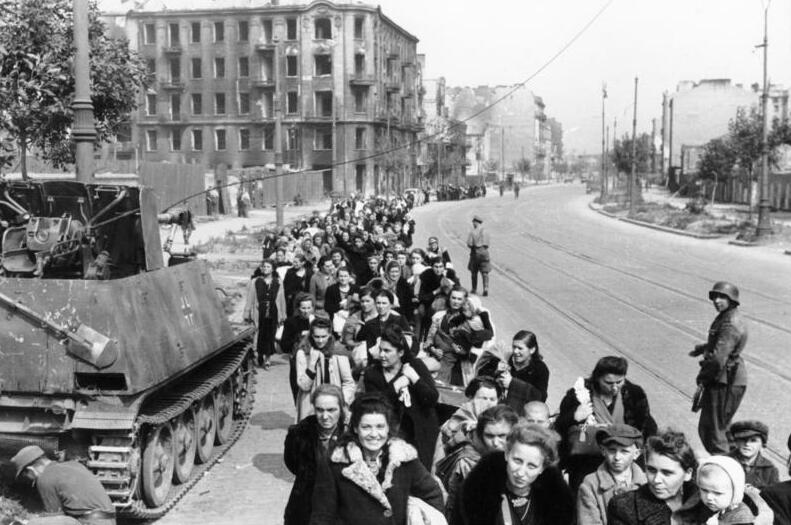
Abgeführte Zivilisten passieren auf der Ulica Wolska einen deutschen Marder II.

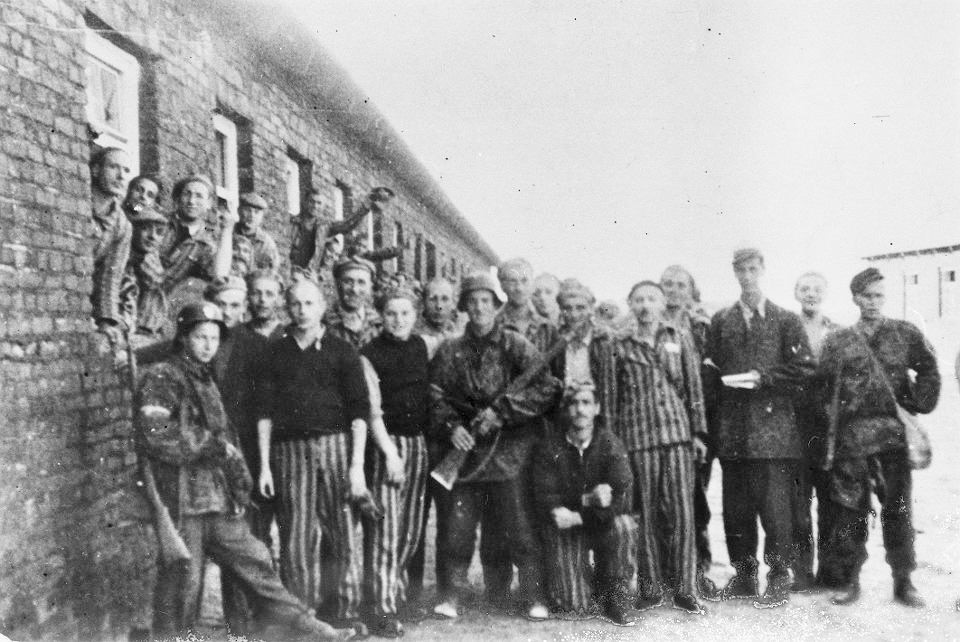
Jüdische Gefangene des Gęsiówka-Lagers nach ihrer Befreiung durch polnische Heimatarmee-Einheiten am 5. August 1944

Himmler hatte, dem Wunsche Hitlers folgend, Anweisung gegeben, gegenüber Kombattanten und Zivilpersonen keine Gnade walten zu lassen. Mithilfe der Anwendung von Terrortaktiken sollte der Wille der Aufständischen gebrochen werden. Bei den späteren Nürnberger Prozessen schilderte von dem Bach-Zelewski sein erstes Zusammentreffen mit dem bis dahin zuständigen Reinefarth in Warschau:

„Da machte mich Reinefarth auf den deutlichen Befehl Himmlers aufmerksam. Das erste, was er mir sagte, war, daß man keine Gefangenen nehmen dürfe und jeden Einwohner Warschaus totschlagen sollte. Ich fragte: Frauen und Kinder auch? Worauf er antwortete: Ja, Frauen und Kinder auch.“

Von dem Bach-Zelewski, bislang zur Beaufsichtigung von Festungsanlagen an der Weichsel bei Zoppot abkommandiert, erreichte nach Flug von Danzig nach Breslau und Autofahrt von dort nach Warschau die Stadt am 5. August um 17 Uhr. Seinen Stab brachte er zunächst in Sochaczew unter. Zu dem Zeitpunkt kämpften und mordeten deutsche Einheiten bereits seit mehreren Stunden in Wola.

### 5. August 1944
Reinefarth richtete seinen Befehlsstand am Eisenbahnviadukt an der Wolska ein. Ihm standen am Morgen des 5. August 1944, später als „Schwarzer Samstag“ (Czarna Sobota) bezeichnet, rund 5000 Soldaten zur Verfügung, um die Truppen der Aufständischen in Wola auszuschalten und den Generalleutnant und Stadtkommandanten Rainer Stahel und dessen von der Heimatarmee eingeschlossenen Stab sowie den Warschauer Gouverneur Ludwig Fischer im Brühl-Palast zu erreichen. Einige seiner Einheiten (vor allem Polizisten) hielt er als Reserve dieses ersten Gegenangriffs deutscher Truppen nach Beginn des Aufstandes zurück.
Auf der polnischen Seite verfügte der Oberbefehlshaber des Aufstandes, Antoni Chruściel (Pseudonym: „Monter“), in Wola über die Gruppe Radosław (benannt nach dem Oberstleutnant Jan Mazurkiewicz, Pseudonym „Radosław“). Diese Gruppe bestand aus mehreren Bataillonen, von denen fünf aus kampferfahrenen und verhältnismäßig gut ausgerüsteten Kedyw-Einheiten (die während der Besetzung Polens durch deutsche Truppen im Untergrund operierende Organisation Kedyw war Teil der polnischen Heimatarmee und hatte sich auf Sabotage, Attentate sowie den bewaffneten Kampf gegen deutsche Einheiten und Kollaborateure spezialisiert) zusammengestellt worden waren. Ein Großteil dieser starken Truppe war allerdings zur Sicherung des in der Kamler-Fabrik (Möbelproduktion, Ecke Ulica Okopowa/Ulica Dzielna) an der Südwestspitze des ehemaligen Ghettos liegenden Hauptquartiers des Oberbefehlshabers der Heimatarmee, Tadeusz Komorowski, abgestellt worden. So standen den aus Westen und Südwesten angreifenden Deutschen zahlenmäßig weit unterlegene polnische Einheiten – zumeist an Straßenbarrikaden – gegenüber. Nur an den Friedhöfen (Powązki-Friedhof, Evangelischer Friedhof, Jüdischer Friedhof, Islamischer Friedhof und Tatarischer Friedhof) im Norden Wolas stand mit rund 1000 Kämpfern ein größerer polnischer Verband. Diese Einheiten konnten unter hohen Verlusten (rund 50 %) das Gelände dann auch bis zum 10. August halten. Einzelne Barrikaden waren auch von Angehörigen der vormaligen Armia Ludowa besetzt.
Um 8 Uhr begann der Angriff mit einem leichten Brandbombardement durch die Luftwaffe. Reinefarth hatte seine Gruppe in vier Einheiten aufgeteilt, die von einigen vom AOK der 9. Armee gestellten Panzern unterstützt wurden. In die Vorbereitung des Vorstoßes waren Meldungen über die Stellungen der Heimatarmee von in Wola lebenden Volksdeutschen eingeflossen. Die deutschen Truppen begannen rund zwei Kilometer westlich der Ulica Towarowa den Vorstoß auf das in ostwärtiger Richtung liegende Wola. Dabei gingen auf der linken (nördlichen) Flanke die Bataillone des Sicherungsregiments 608 der 203. Sicherungs-Division vor. Als sie auf den Jüdischen Friedhof an der Ulica Młynarska und die dort liegenden, starken Kedyw-Einheiten stießen, wurden sie von Scharfschützenfeuer gestoppt. 500 Meter weiter südlich blieben auch die hier eingesetzten motorisierten Polizeikompanien bereits nach einigen 100 Metern Vorstoß im Bereich des Wola-Krankenhauses stecken. Nur Dirlewangers Truppen, die mit fünf PaK ausgestattet, südlich an die Wolska angelehnt in Richtung Osten vorstießen, konnten an diesem Tag die Höhe der Towarowa erreichen. Dabei umgingen sie eine Barrikade der schlecht ausgerüsteten Polska Partia Socjalistyczna, die so von hinten ausgeschaltet werden konnte. Größeren Feindkontakten wichen Dirlewangers Männer jedoch aus. So verlor die Heimatarmee am ersten Kampftag nur 60 Soldaten (20 Tote, 40 Verwundete). Die deutschen Truppen verloren sogar nur sechs Mann.
Umso blutiger wurde von den Deutschen gegen Zivilisten – überwiegend Frauen, Kinder und Alte – vorgegangen. Auf der nun teilweise eroberten Wolska wurden auf der Länge eines Kilometers die Bewohner aus den Häusern getrieben und teilweise sofort exekutiert. Andere wurden in großen Gruppen westwärts zum Gelände der Ursus-Werke im Stadtteil Ursus getrieben und dort erschossen. Nach einer Aufstellung der polnischen Hauptkommission zur Untersuchung der Naziverbrechen in Polen wurden so alleine entlang der Wolska am 5. August 1944 mindestens 10.000 Zivilisten durch Genickschuss oder MG-Garbe hingerichtet:
| - Wolska 26: über 100 - Wolska 43, Pranaszek-Fabrikgelände: ca. 1000 - Wolska 55, Ursus-Fabrikgelände: einige Tausend - Wolska 60: ca. 500 - Wolska 76, St.-Adalbert-Kirche (Kościół św. Wojciecha): ca. 400 | - Wolska 78: ca. 3000 - Wolska 101: einige Hundert - Wolska 102: einige Hundert - Wolska 105–108: ca. 2000 - Wolska 122: ca. 700 - Wolska, Sowiński-Park: ca. 1000 | - Wolska 140, Johannes-Klimakos-Kirche (Cerkiew Św. Jana Klimaka): ca. 60 - Wolska 140a, St.-Lorenz-Kirche (Kościół św. Wawrzyńca): einige Hundert - Wolska 151: ca. 50 |

Außerdem drangen Dirlewangers Männer in zwei in Wola gelegene Krankenhäuser (das Wola-Krankenhaus in der Ulica Płocka und das St.-Lazarus-Krankenhaus in der Ulica Leszno) ein und ermordeten auch hier rund 1100 Kranke und deren Pflegepersonal. Jan Napiórkowski, ein überlebendes Mitglied des Personals des Lazarus-Krankenhauses, berichtete später:

„Die Situation verschlimmerte sich zusehends. Die Deutschen begannen jetzt, reihenweise Männer in Gruppen zu 10, 15, 25 und schließlich zu 50 Personen herauszurufen. Die Pausen zwischen dem Aufrufen und den Schußserien wurden immer länger. Der unter uns weilende Geistliche Stefan Chwilczynski erteilte den Herausgehenden die Absolution articulo mortis;… Vor diesem Haus sahen wir einen ca. einen Meter hohen Wall von Toten liegen. Menschliche Körper, teils in weiße Kittel gehüllt oder in Krankenhaus-Schlafröcken, teils in Zivilkleidung – alle blutbesudelt. Vor dem Leichenhaufen postierten zwei Reihen Soldaten mit dem SD-Abzeichen, zu viert in einer Reihe mit schußbereiten Gewehren …“

Reinefarth beschwerte sich unterdessen bei seinem Vorgesetzten Vormann, dass die ihm zugeteilte Munition nicht ausreiche, um alle gefangenen Zivilisten zu erschießen.
Um 14 Uhr gelang es einer Kompanie des Zośka-Bataillons unter Wacław Micuta mithilfe eines erbeuteten Panther-Kampfpanzers, das Konzentrations- und Arbeitslager Gęsiówka zu nehmen. Dabei konnten rund 500 jüdische Inhaftierte befreit werden. Daneben ermöglichte das eroberte Gelände nun die Herstellung der bislang fehlenden Verbindung zwischen den Aufständischen in Wola und der Altstadt.

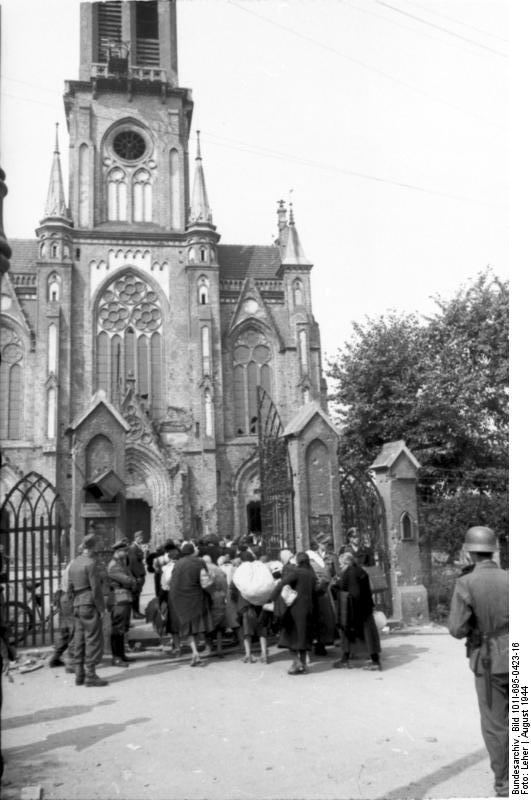
Zivilisten werden in der zum Durchgangslager umgenutzten Adalbert-von-Prag-Kirche in Wola gefangengesetzt.

### 6. August 1944

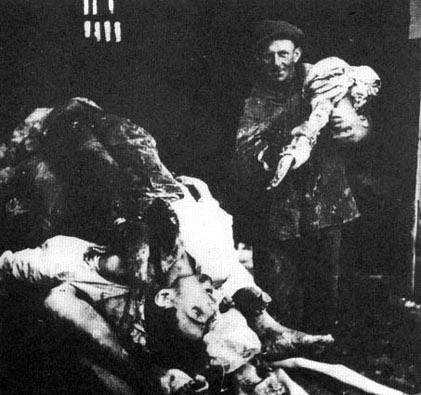
Das Verbrennungskommando, hier im Wedel-Haus

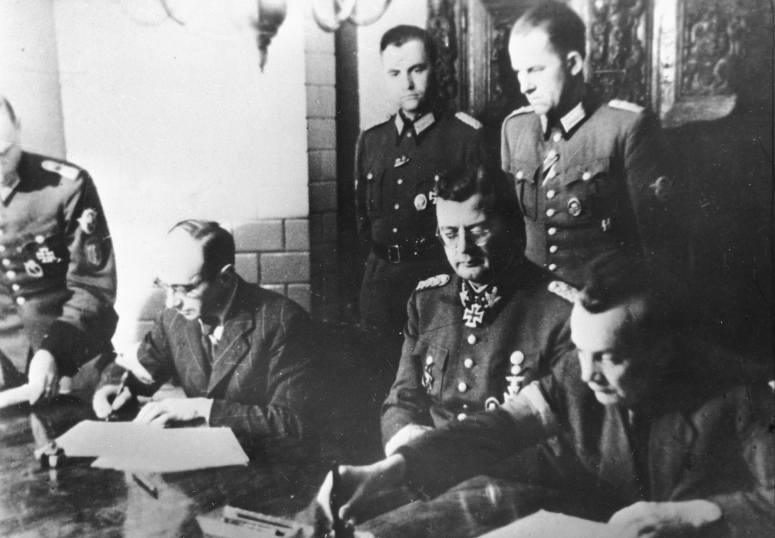
Unterzeichnung der Kapitulation der AK im Hauptquartier von dem Bach-Zelewskis (Mitte sitzend) in Ożarów Mazowiecki

Am nächsten Tag wurde der Angriff der teilweise umgruppierten deutschen Einheiten fortgesetzt. Im Süden befand sich noch immer die Kaminski-Brigade; im Norden standen nun drei Schützen-Kompanien und die Kompanie der SS-Führerschule Braunschweig. In der Mitte befanden sich die beiden Dirlewanger-Bataillone, nunmehr verstärkt durch das Bergmann’sche Bataillon sowie Polizei- und Gendarmerie-Einheiten aus Posen, Litzmannstadt, Pabianitz und von der Gendarmerieschule in Weichselstädt. Als Reserve standen das Sicherungs-Regiment 608 der 203. Sicherungs-Division, das Feldersatz-Bataillon „Hermann Göring“ sowie sechs weitere Feldgendarmerie-Kompanien zur Verfügung. Außerdem war die SS-SchuMa-Brigade „Siegling“ im Anmarsch.
Die Gruppen „Mitte“ und „Nord“ verbuchten an diesem Tag, wenn auch unter höheren Verlusten, erste Erfolge. Reinefarth selbst führte die mittlere Gruppe und stieß bereits am Morgen mit zwei Panzerspähwagen entlang der Ulica Elektoralna und der Ulica Chłodna bis zum Palais Brühl zum dort eingeschlossenen Warschauer Wehrmachtbefehlshaber Stahel vor. So konnte das weitere Vorgehen abgesprochen werden. Am Nachmittag gelangten auch Teile des I. Dirlewanger-Bataillons bis zum Sächsischen Garten. Die Aufständischen-Bataillone „Parasol“ und „Zośka“ konnten den Durchbruch nicht verhindern. Mit der Schaffung des Korridors wurden die in Wola und Ochota operierenden Teile der Heimatarmee voneinander abgeschnitten. Die Koordinierung der Aktion leitete der von der 9. Armee abgestellte Major i. G. Völkel. Die Gruppe „Süd“ konnte hingegen kaum Fortschritte erzielen. Wie auch am Vortag wurde vor allem geplündert und gemordet.
Aufgrund der höheren Verluste beim Vorgehen gegen die energisch verteidigten Barrikaden der Aufständischen setzten Reinefarths Einheiten zunehmend gefangene Zivilisten als menschliche Schutzschilde ein. Gruppen von bis zu 300 Polen – häufig Frauen und Kinder – mussten vor den deutschen Kampffahrzeugen gehen; andere bildeten lebende Wälle, hinter denen deutsche Infanteristen Deckung nahmen. Wieder andere wurden während der Kampfhandlungen zum Räumen der Barrikaden eingesetzt.
Am Abend des 6. August 1944 sah sich der polnische Oberkommandierende Komorowski gezwungen, sein Hauptquartier in die noch wenig umkämpfte Warschauer Altstadt zu verlegen. Ebenfalls am Abend des Tages befahl Bach-Zelewski aus taktischen Gründen die Einstellung der Plünderungen und Erschießungen von Frauen und Kindern. Die Gewaltexzesse der beiden Kampftage drohten die Disziplin der Truppe zu beschädigen. Außerdem erkannte er, dass die erhoffte Wirkung der Terrormaßnahmen nicht eintrat. Frauen und Kinder sollten von nun an nicht mehr vor Ort getötet, sondern in Lager verbracht und dort von speziellen Einsatzgruppen ermordet werden. Männliche Zivilisten in Wola waren jedoch auch weiterhin hinzurichten. Diese späteren Erschießungen wurden überwiegend von der Truppe des Hauptsturmführers Spilker, dem Einsatzkommando der Sicherheitspolizei bei der Kampfgruppe Reinefarth, durchgeführt.

### Folgetage
Am 7. August erhielten die deutschen Truppen Unterstützung von zwischenzeitlich herangeführten Panzereinheiten. Auch jetzt mussten Menschengruppen als Schutz vor den Fahrzeugen gehen. Mithilfe der Verstärkung konnte nun der Korridor entlang der Elektoralna ausgeweitet und gesichert wie auch der Plac Bankowy zurückerobert werden. Mehrere Hundert gefangene, männliche Zivilisten mussten Barrikaden räumen; sie wurden anschließend in den Mirów-Hallen erschossen.
Erst am 12. August erging der Befehl, auch männliche Zivilisten nicht mehr zu erschießen. Von dem Bach-Zelewski befahl, solche Gefangenen nunmehr in Konzentrations- oder Arbeitslager zu schicken. Angehörige der Heimatarmee waren von der Regelung ausgenommen, ihnen wurde auch kein Kombattantenstatus zuerkannt.

## Militärische Folgen
Die Vorstellung der deutschen Führung, durch die Verübung von Gräueltaten die Warschauer Bevölkerung gegen die Aufständischen aufzubringen, erfüllte sich nicht. Das Gegenteil war der Fall. Die zu Beginn des Aufstandes zu großen Teilen eher skeptischen Einwohner Warschaus stellten sich nun hinter ihre Heimatarmee. Deren Truppen schienen den einzigen Schutz vor den hemmungslosen Übergriffen der Deutschen zu bieten. Zehntausende von Bewohnern Wolas flohen deshalb in die von der Heimatarmee besetzten Stadtteile. Die Unterstützungsbereitschaft für die AK-Truppen wuchs dort. Dadurch wurde der Kampfgeist der polnischen Soldaten gestärkt. Der massenhafte Zuzug von Bewohnern führte allerdings auch zu einer Verschärfung der Versorgungsprobleme in den besetzten Gebieten.
Eine weitere Folge der Massenmorde in Wola war das an Brutalität zunehmende Vorgehen der polnischen Soldaten. So wurden in den folgenden Wochen besonders fremdländische deutsche Soldaten nicht gefangen genommen, sondern sofort exekutiert. Das betraf auch Einheiten, die nicht an den Erschießungen in Wola teilgenommen hatten. Deren Angehörige hatten von den Aufständischen keine Gnade zu erwarten. Außerdem gingen die Soldaten der Heimatarmee dazu über, SS- und Polizei-Angehörige zu erschießen. Nur Angehörige der Wehrmacht wurden zu Auslieferungszwecken gefangen genommen.
Unter diesen Umständen und auch wegen der zähen Häuserkämpfe waren die Verluste der Deutschen sehr hoch. Von dem Bach-Zelewski schätzte später die Zahl gefallener deutscher Soldaten auf 17.000; dazu kamen noch 9000 Verwundete. Die im Verhältnis hohe Gefallenenquote lag seiner Meinung nach an den kurzen Kampfentfernungen in Verbindung mit der Treffsicherheit der polnischen Kämpfer. Die deutschen Verluste während des Aufstandes lagen in etwa derselben Höhe wie die beim gesamten Septemberfeldzug im Jahr 1939.

### Verbrennungskommando
Ab dem 8. August 1944 wurde ein aus verhafteten Polen zwangsrekrutiertes Verbrennungskommando gebildet, das die zu Leichenbergen gestapelten Ermordeten verbrennen musste. Die verantwortliche SS-Leitung wollte so neben der Vorbeugung gegen Seuchengefahr auch die Spuren der Massenmorde vernichten. Die rund 100 Mitglieder des Kommandos wurden nach Beendigung der Arbeiten etwa Mitte September 1944 weitgehend ermordet.

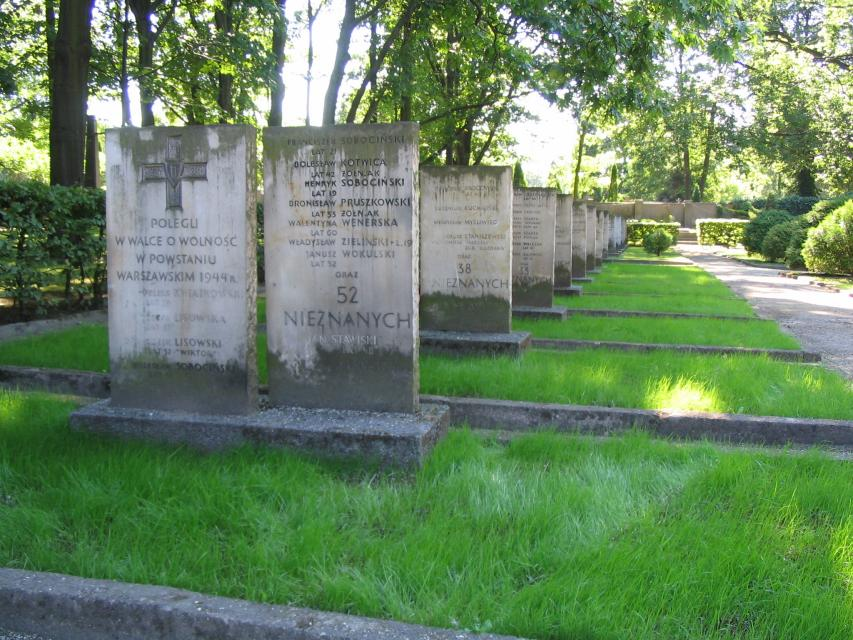
Massengräber auf dem „Friedhof des Warschauer Aufstands“ (Cmentarz Powstańców Warszawy)

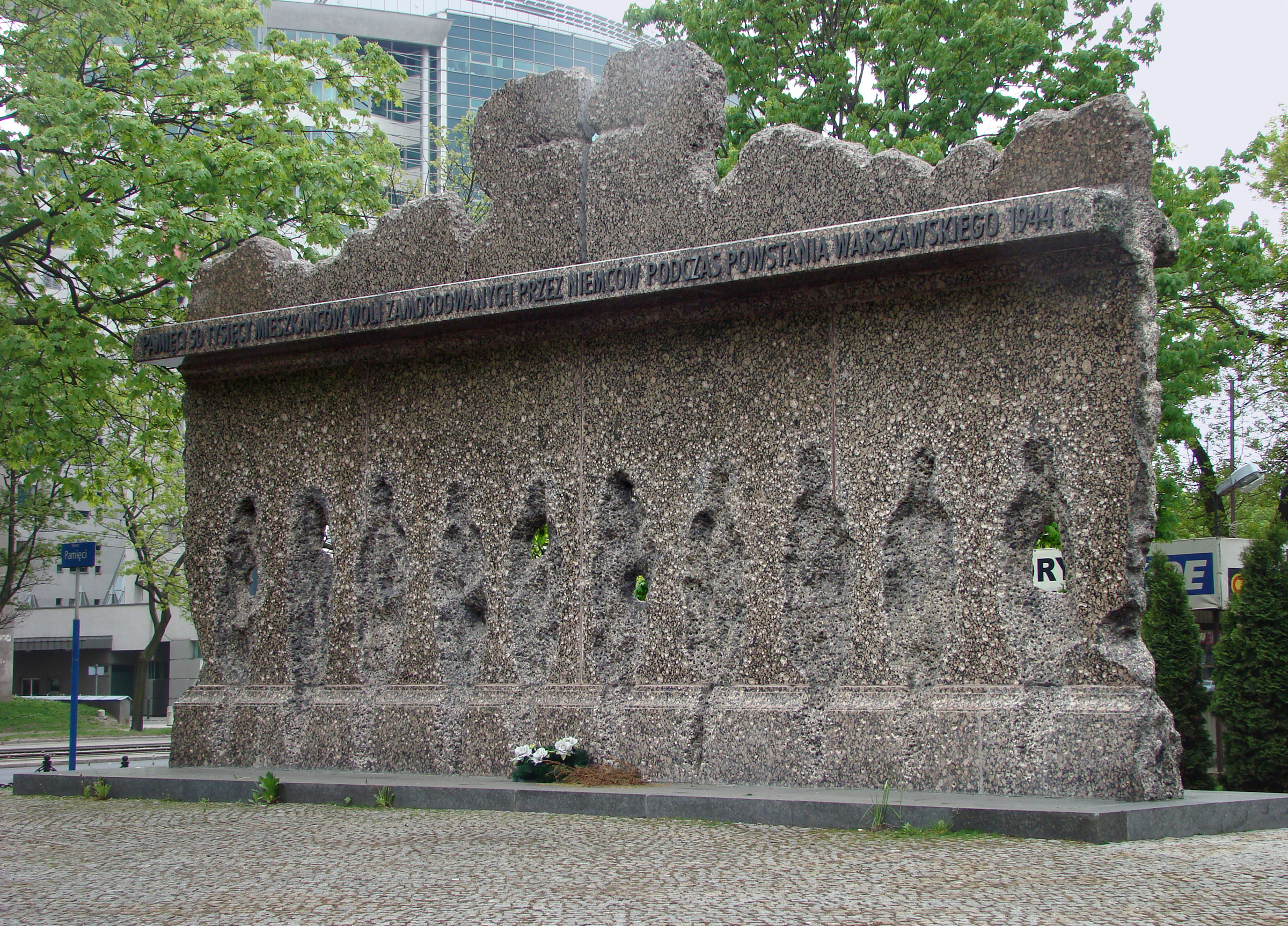
Gedenkstätte an der Aleja Solidarności

## Folgen für die Täter
Am 5. November 1944 schilderte Reinefarth im Posener Ostdeutschen Beobachter, einem Verkündungsblatt des Reichsstatthalters im Reichsgau Wartheland, unter der Schlagzeile „Um die Freiheit des Warthegaus“:

„Ob Soldat, ob SS-Mann, ob Polizist, ob SD-Mann … sie alle haben dafür gesorgt, daß Polens Metropole, von der uns Deutschen in den Jahrhunderten soviel Unheil gekommen ist, als Gefahrenherd endgültig beseitigt wurde … Wir haben auch diesen Feind bezwungen und ihm Verluste von etwa 1/4 Million Menschen beigebracht“

Bereits am 30. September 1944 war er auf Antrag von dem Bach-Zelewskis als 608. Soldat der Wehrmacht mit dem Eichenlaub zum Ritterkreuz ausgezeichnet worden. Reinefarth hatte seinerseits für Dirlewanger das Ritterkreuz beantragt, der – von Himmler als „braver Schwabe“ gelobt – dieses für seinen Einsatz in Warschau ebenfalls am 30. September erhielt. Außerdem war Dirlewanger vom NS-Generalgouverneur Hans Frank zu einem Festessen auf den Krakauer Wawel eingeladen worden.

### Strafverfolgung
Oskar Dirlewanger wurde am 1. Juni 1945 von alliierten Truppen verhaftet. Er starb am 7. Juni 1945 in einem französischen Gefängnis. Erich von dem Bach-Zelewski wurde einige Jahre nach dem Krieg zwar für andere Verbrechen verurteilt, jedoch nie für seine Beteiligung am Wola-Massaker zur Rechenschaft gezogen. Er starb 1972 in einem Haftkrankenhaus. Auch Heinz Reinefarth wurde für seine Taten in Wola nicht zur Verantwortung gezogen. Er konnte sogar eine beeindruckende, einmalige Nachkriegslaufbahn einschlagen. So wurde er Rechtsanwalt, Bürgermeister der Stadt Westerland, Landesvorstand des GB/BHE sowie Mitglied des Schleswig-Holsteinischen Landtags. Ermittlungen gegen ihn wurden ohne Anklage eingestellt. Reinefarth starb 1979.
Kein an den Massakern in Wola beteiligter Deutscher oder in deutschen Diensten stehender Soldat wurde nach dem Krieg in der Bundesrepublik Deutschland belangt. Das ist umso erstaunlicher, als der deutsche Militärhistoriker Hanns von Krannhals bereits 1964 feststellte, dass die Tatsache, dass Befehlshabende beim Wola-Massaker die Umsetzung ihrer Befehle mit eigenen Augen miterlebten, eine neue Dimension an Verantwortung für Kriegsverbrechen mit sich bringe.
Im Jahr 2008 forderte Janusz Kurtyka, der Leiter des polnischen Instituts für Nationales Gedenken, von deutschen Behörden, noch lebende Angehörige der Dirlewanger-Einheit strafrechtlich zu verfolgen. Die Zentrale Stelle der Landesjustizverwaltungen zur Aufklärung nationalsozialistischer Verbrechen in Ludwigsburg wurde involviert. Durch einen Zufall war man in Polen auf die noch lebenden Soldaten aufmerksam geworden. Auf der Suche nach Zeitzeugen hatte das Museum des Warschauer Aufstandes vom Suchdienst des Deutschen Roten Kreuzes in München die Namen und Adressen von etwa achtzig Angehörigen der SS-Sonderformation Dirlewanger erhalten, die in den fünfziger Jahren aus sowjetischer Kriegsgefangenschaft zurückgekehrt waren. Zwei Jahre lang hatten diese Karteikarten unbeachtet im Archiv des Museums gelegen, bis ein Journalist der Tageszeitung Rzeczpospolita darauf gestoßen war und anhand von Telefonbucheinträgen einige Überlebende in der Bundesrepublik festgestellt hatte. Eine Aufstellung dieser noch lebenden, ehemaligen Dirlewanger-Soldaten wurde im Mai 2008 im Aufstandsmuseum veröffentlicht.